# 亨廷頓 (紐約州普查規定居民點)
亨廷頓（英語：Huntington）是位於美國紐約州薩福克縣的普查規定居民點。

## 人口
根據2020年美國人口普查的數據，亨廷頓的面積為20.18平方千米，當中陸地面積為19.79平方千米，而水域面積為0.39平方千米。當地共有人口19645人，而人口密度為每平方千米973.49人。